# Rourea paraensis
Rourea paraensis är en tvåhjärtbladig växtart som beskrevs av E. Forero. Rourea paraensis ingår i släktet Rourea och familjen Connaraceae. Inga underarter finns listade i Catalogue of Life.